# 4Q127

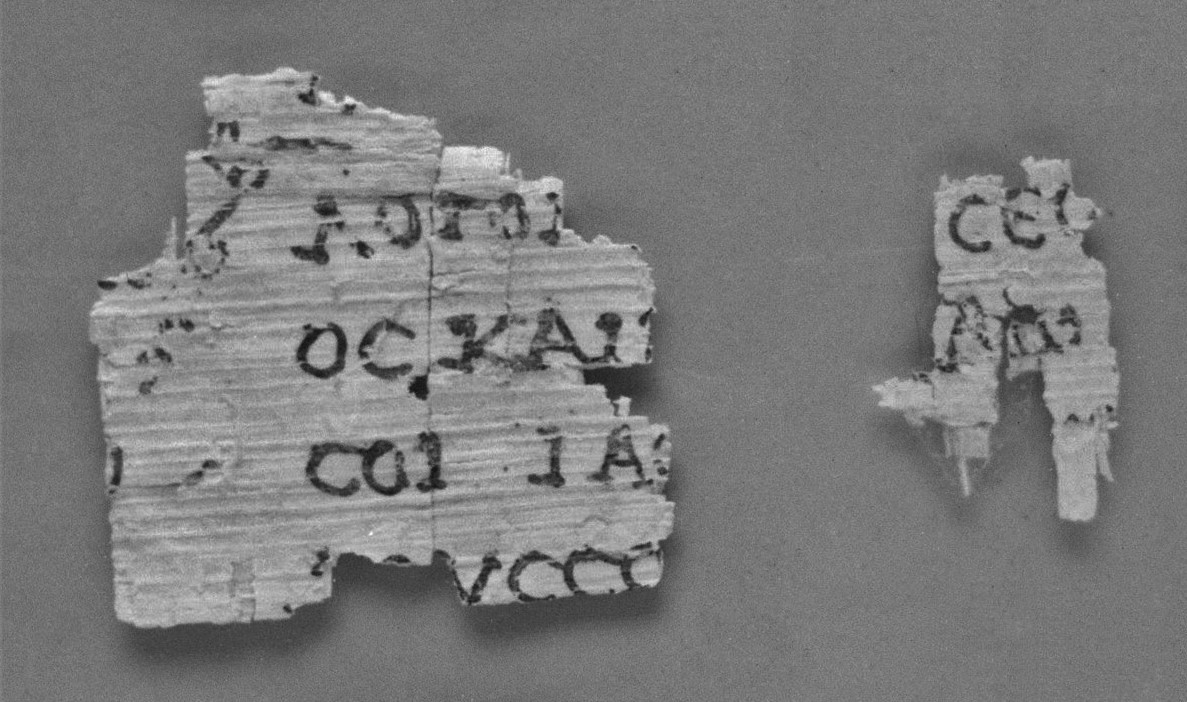
4Q127, une paraphrase de l'Exode

Le manuscrit 4Q127 (4Qpap paraExod gr, TM 69054, LDAB 10345) est l'un des manuscrits de la mer Morte. Il s'agit probablement d'une paraphrase de l'Exode d'après la Septante (LXX) du livre biblique du Lévitique, trouvée à Qumran (grotte n° 4). Le n° Rahlfs est 802. Paléographiquement, il date du Ier siècle av. J.-C. Actuellement, le manuscrit est conservé au Musée Rockefeller de Jérusalem.
Anthony Meyer déclare :

« 4Qpap paraExod gr (4Q127) date du premier siècle avant notre ère ou du début du premier siècle de notre ère et semble être une paraphrase de l'Exode. Il comprend environ 10 fragments lisibles et 68 autres fragments, chacun ne comportant que quelques lettres. La main du scribe est très similaire à celle de 4Q120. Il n'y a pas de preuve claire de la façon dont le nom divin était écrit, bien que deux fragments préservent des lettres qui peuvent être lues comme ιαω. »

.